# Ambaixada romana (Gàl·lia Transalpina, 60 aC)
El Senat romà va enviar una ambaixada romana a la Gàl·lia Transalpina el 60 aC. Les ambaixades estaven formades per un grup d'ambaixadors i tenien per missió portar missatges del Senat a estats estrangers. El seu nomenament era considerat un gran honor, i només es concedia a homes il·lustres.
El senat romà va enviar tres ambaixadors el 60 aC per a inspeccionar els afers de la Gàl·lia Transalpina:
- Quint Cecili Metel Crètic
- Gneu Corneli Lèntul Clodià
- Luci Valeri Flac